# Абаза
Абаза (рус. Абаза) је град у Хакасији, у Русији. Основан је 1867. а градски статус је добио 1966. године. Налази се на реци Абакан, низводно од главног града Хакасије Абакана према југозападу.
Број становника: 18.600 (2002)
Временска зона у граду је Московско време + 4

## Становништво
Према прелиминарним подацима са пописа, у граду је 2010. живело становника, (%) више него 2002.
| 1959.  | 1970.  | 1979.  | 1989.  | 2002.  | 2010.  | 2014.  |
| ------ | ------ | ------ | ------ | ------ | ------ | ------ |
| 11.646 | 15.202 | 15.818 | 17.630 | 18 052 | 17.115 | 16 200 |